# Eduardo Avelino Magana
Eduardo Avelino Magana, mehiški lokostrelec, * 10. marec 1984.
Sodeloval je na lokostrelskem delu poletnih olimpijskih igrah leta 2004, kjer je osvojil 49. mesto v individualni in 12. mesto v ekipni konkurenci.